# Solway Firth

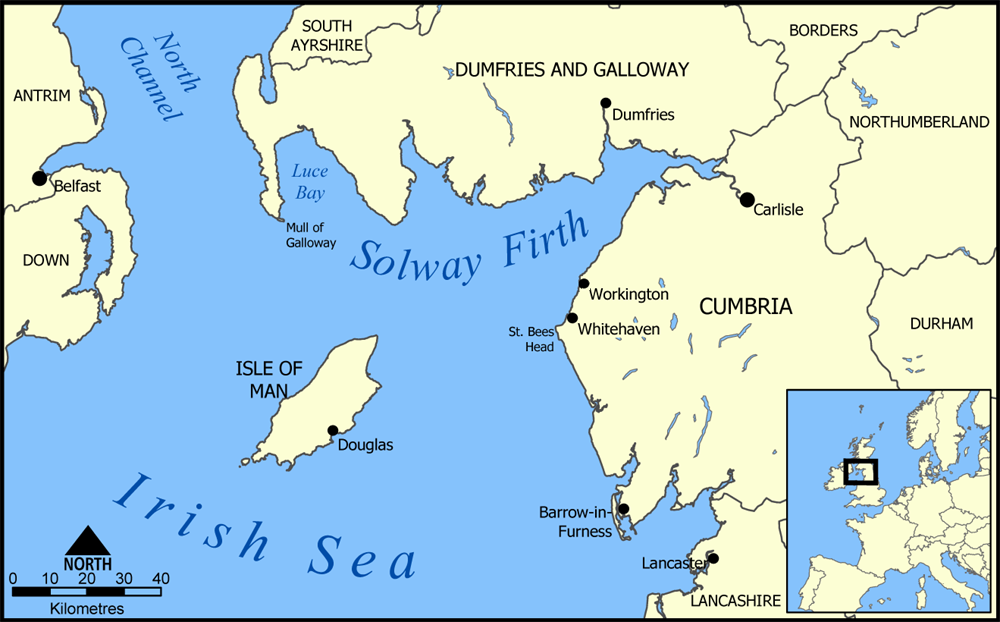
Der Solway Firth

Der Solway Firth ist der Meeresarm, der das nordwestlichste County in England (Cumbria) vom südwestlichsten Schottlands (Dumfries and Galloway) trennt und in nordöstlicher Richtung über 50 km tief in das Land einschneidet. Er erstreckt sich von St Bees Head direkt südlich von Whitehaven in Cumbria bis zum Mull of Galloway am westlichen Ende von Dumfries und Galloway. In ihn münden u. a. die Flüsse Eden, Esk, Annan und Nith. Westlich des Firth liegt die Irische See.
Die Küstenlinie wird charakterisiert durch flache Hügel. Auf weite Strecken wird sie häufig als eine der schönsten Küsten der britischen Inseln angesehen. Die Gegend ist hauptsächlich ländlich geprägt. In der regionalen Wirtschaft spielen die Fischerei und die Landwirtschaft immer noch die wesentliche Rolle, obwohl der Tourismus eine wachsende Bedeutung erlangt. 
Das Gewässer selbst ist normalerweise harmlos, man hat hier keine größeren Gefahren zu erwarten, mit Ausnahme vielleicht des Watts, das häufig gefährliche Flecken von Treibsand aufweist. Es wird Besuchern empfohlen, in dem Gebiet nicht ohne sachkundige Führung zu wandern.

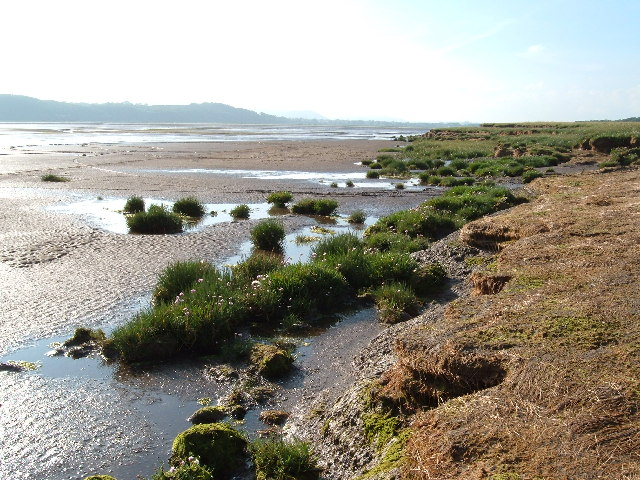
Caerlaverock Natural Nature Reserve

Im Solway Firth gibt es mehr als 750 Quadratkilometer von wissenschaftlichem Interesse (Sites of Special Scientific Interest, SSSIs) und fünf Naturreservate (National Nature Reserves), darunter das Caerlaverock NNR und die Gezeiteninsel Hestan Island.

## Historisches
Zwischen 1869 und 1921 wurde das obere Ende des Solway Firth zwischen Bowness und Annan von einer Eisenbahnlinie auf einem 1780 m langen Viadukt überquert. Der Viadukt wurde zwischen 1931 und 1933 abgerissen.